# Авіаційна вулиця (Кропивницький)
Авіаці́йна ву́лиця — вулиця у Фортечному районі Кропивницького. Розташована на Новомиколаївці. Простягається від вулиці Короленка до Братиславської вулиці. Її перетинають Севастопольська, Варшавська, Мічуріна та Павла Сніцаря вулиці. Поруч із вулицею розташований парк імені Крючкова (на відрізку від Мічуріна до Павла Сніцаря).
2017 року на вулиці проводиться асфальтування.

## Об'єкти
- Буд. 63-А: Церква Успіння пресвятої Богородиці УПЦ МП
- Буд. 64: ЗОШ № 3[4] У школі під час виборів розміщується виборча дільниця № 350820.[5]